# José María Gianelli
Jose Maria Gianelli (Buenos Aires, 1947), es un pianista y compositor argentino-canadiense.
Actualmente reside en Montreal, Quebec, Canadá donde continúa tocando, componiendo y arreglando en el marco de distintos proyectos. Aun dirige el grupo el Trío Argentino fundado por él a principios de los años 90.

## Biografía
Nació en Buenos Aires, Argentina, en 1947.
Hijo del bandoneonista argentino Rafael Gianelli, José María Gianelli se inició en el estudio  del piano con apenas 5 años de edad.
Estudió en los conservatorios Santa Cecilia, Williams y Manuel de Falla de la capital argentina. Más tarde, en el conservatorio Santa Cecilia de Roma, con maestros y maestras destacados (Kaplan, Rotta, Gauna) recibiéndose de profesor de piano, armonía y composición.
Tomó innumerables materclasses entre otras con Vladimir Horowitz (New York).
Se trasladó a Montreal en 1972 y allí desarrolló su carrera de músico, arreglador y compositor trabajando con cientos de artistas y músicos locales e internacionales, entre los cuales Mecha Gómez, en los años 70.
En sus obras se ven siempre  reflejadas su niñez, adolescencia y juventud en distintos barrios de Buenos Aires, su gran apego al club social y deportivo Ferrocarril Oeste, al football, al modo de vida y a la lengua de los porteños así como sus preocupaciones sociales: la pobreza, la justicia social, la sociedad capitalista, Tangos, milongas, valses pero también chacareras, chamamés y otros ritmos de América Latina fusionados con ritmos como el jazz y más modernos como el rock atraviesan sus composiciones originales creando una firma musical bien definida.
Más de 250 de sus piezas han sido grabadas por artistas de todas partes del mundo.
Su extensa hoja de ruta como pianista y compositor incluye becas de los consejos de artes de Canadá, Quebec, Montreal e innumerables residencias y giras en Canadá y el mundo (China, Tailandia, Vietnam, Camboya, Laos, Francia, Italia, España, Turquía, Brasil, Perú, Chile, Guatemala, Bolivia, México, Colombia, Uruguay, Paraguay, Cuba  y Estados Unidos).

## Entres sus discos más recientes se encuentran
- Tango loco, tango reo (2008)
- Candombe de Montréal (2010)
- La gente de mi ciudad (2016)